# Pontiac Montana
La Montana è una monovolume prodotta dalla Pontiac dal 1997 al 2009.

## Il contesto
Prima del 1997, il modello era denominato Pontiac Trans Sport. Nell'anno citato, alla gamma della Trans Sport venne aggiunto l'allestimento Montana. Questo allestimento diventò così popolare, che la linea di veicoli venne rinominata Montana. Negli Stati Uniti ciò avvenne nel 1999, mentre in Canada nell'anno successivo.
Nel 2005 il modello fu oggetto di un restyling. La linea fu modificata con l'obbiettivo di far assomigliare il modello ad un SUV. Nell'occasione, il nome fu cambiato da Montana a Montana SV6. Negli Stati Uniti fu tolto di produzione nel 2006 a causa delle basse vendite. In Messico ed in Canada continuò però ad essere commercializzato fino al 2009. Sin dall'introduzione, i monovolume Pontiac furono i monovolume della General Motors più popolari in Canada.
Entrambe le generazioni di Montana vennero assemblate a Doraville, in Georgia, e possedevano il motore montato anteriormente e la trazione integrale o anteriore.

## La prima serie: (1997–2005)
Il nome "Montana" fu usato originariamente per un allestimento della Pontiac Trans Sport dal 1997 al 1998. La General Motors eliminò "Trans Sport" dal nome del modello. Ciò avvenne nel 1999 negli Stati Uniti e nel 2000 in Canada, e quindi la monovolume fu semplicemente chiamata "Montana". Questa serie del modello è strettamente legata alle: Buick GL8, Chevrolet Venture, Oldsmobile Silhouette, Vauxhall Sintra e Opel Sintra. I modelli Opel e Vauxhall erano venduti solamente in Europa, sebbene fossero assemblati nello stesso sito produttivo dove venivano prodotte le altre vetture menzionate. La Chevrolet introdusse anche un modello quasi gemello della Pontiac per il mercato europeo, che fu denominato Chevrolet Trans Sport. Il GL8 prodotto dal 2000 al 2005 era molto simile a questa prima generazione di Montana, mentre il GL8 assemblato dopo il 2005 era analogo alla seconda serie del modello, la Montana SV6. La Montana era disponibile sia con passo corto che lungo. Nel 2001 la Montana ricevette un nuovo volante con lo stemma della Pontiac, che andò a sostituire il precedente volante con la scritta della casa automobilistica menzionata. Nell'anno citato venne aggiunto, tra l'equipaggiamento offerto, il lettore DVD per i passeggeri posteriori. Nel 2003 i poggiatesta dal disegno sportivo furono sostituiti da più convenzionali poggiatesta presenti anche sui modelli Silhouette e Venture. L'ABS diventò opzionale come sulla Venture, ma sulla Silhouette venne offerto tra l'equipaggiamento di serie.
Il Montana Thunder era l'allestimento al top di gamma. Introdotto nel 2002, l'allestimento Thunder era dotato di cerchioni cromati speciali, scritte distintive, sospensioni evolute per fornire una maggior maneggevolezza e da uno specifico spoiler posteriore posto sul lato posteriore del portapacchi. All'interno, l'allestimento Thunder comprendeva i sedili foderati in pelle ed un volante rivestito in pelle forata. L'allestimento Thunder fu prodotto dal 2002 al 2003, ma dal 2004 al 2005 cambiò nome in "Chrome-Sport" e fu disponibile sulle Montana GT. In occasione del cambio del nome, solo le scritte distintive vennero eliminate.
Questa serie di Montana era basata sul pianale U GMT200 della General Motors ed ebbe installato un motore V6 LA1 da 3,4 L di cilindrata.
Sebbene la Montata fosse stata oggetto di un restyling nel 2005, che portò al lancio della nuova serie, la vecchia generazione del modello continuò ad essere venduta nell'anno citato come auto aziendale. L'ultima Montana prima serie uscì dalle catene di montaggio il 31 marzo 2004.

### Le critiche riguardanti la sicurezza

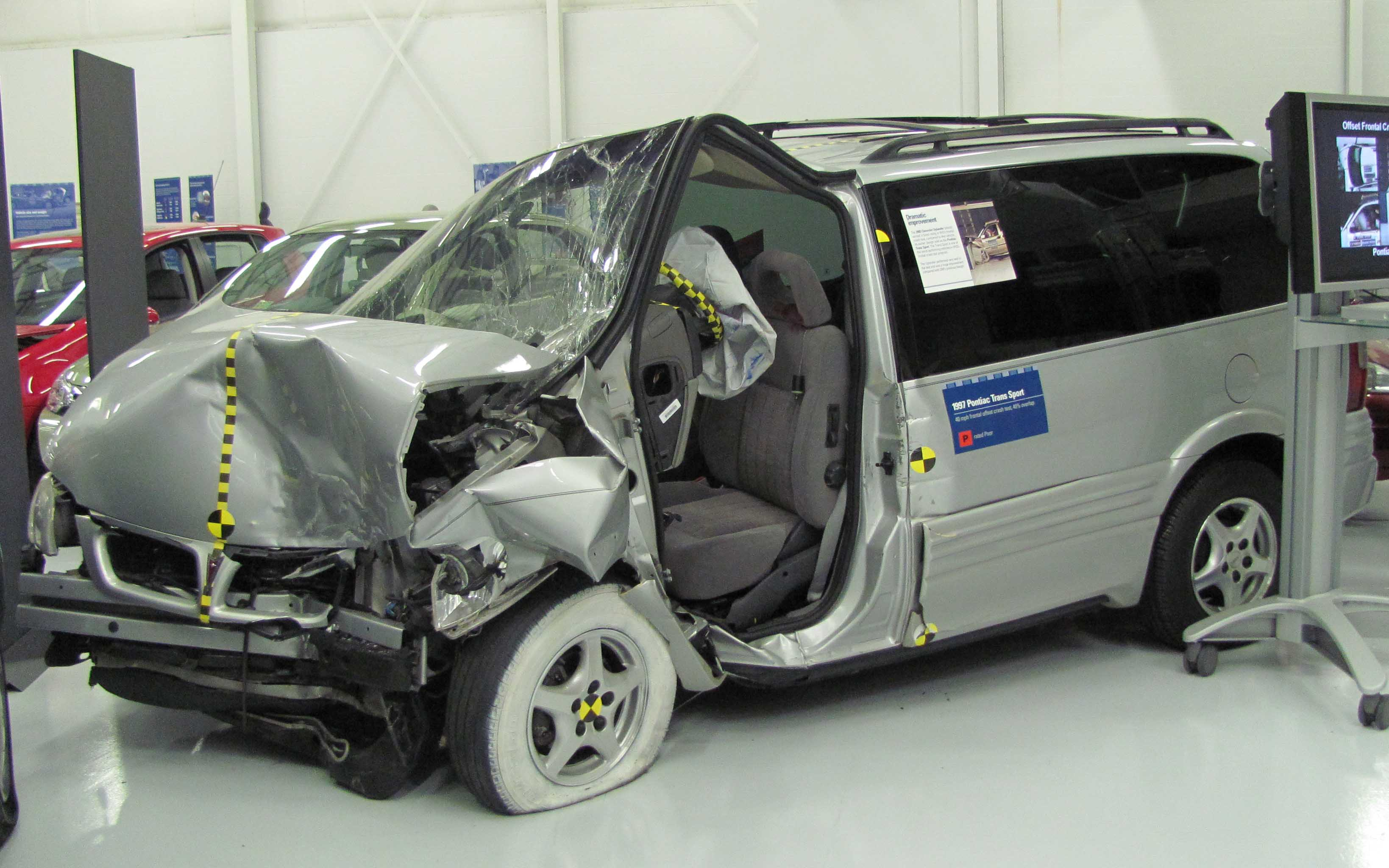
Un Pontiac Trans Sport del 1997 a seguito di un crash test operato dalla Insurance Institute for Highway Safety

La Montana sollevò molte critiche a seguito di un crash test avvenuto nel 1997, e che fu realizzato con un urto a 40 mph (circa 64,37376 km/h). A seguito del test, la monovolume ricevette un giudizio negativo ("Poor") dall'Insurance Institute for Highway Safety (IIHS), cioè dall'organismo che effettuò la prova.
Nello specifico, i rilievi furono:
- La maggiore deformazione dell'abitacolo si registrò sul lato sinistro. Da ciò conseguì uno spazio vitale limitato per il conducente;
- Drastici spostamenti del volante fecero scattare all'indietro la testa del manichino;
- La posizione innaturale del piede sinistro del manichino denunciò possibili seri danni alla gamba sinistra del passeggero in caso di urto reale;
- L'energia assorbita dalla parte inferiore della gamba fu così elevata, che l'anima in metallo del manichino si spezzò.

La National Highway Traffic Safety Administration diede invece un giudizio di quattro stelle per la protezione del guidatore, e di tre stelle per il passeggero in caso di urti frontali a 35 mph (56 km/h). In riferimento agli urti laterali, il modello ricevette cinque stelle per la protezione dei passeggeri anteriori e posteriori.
Comunque, i problemi di sicurezza riscontrati furono risolti con la nuova serie della Montana, che cambiò parzialmente nome in Montana SV6. Essa infatti ebbe giudizi molto positivi ("Good") a seguito di prove realizzate dall'Insurance Institute for Highway Safety.

## La seconda serie: (2005–2009)
Per il model year 2005, fu lanciata una nuova serie di Montana. La nuova linea, assomigliante a quella di un SUV, era meno aerodinamica. Nell'occasione, il nome del modello fu cambiato in Montana SV6. Questa nuova serie aveva in dotazione un motore V6 High Value 3500 LX9 da 3,5 L di cilindrata che erogava 200 CV di potenza e 300 N•m di coppia. Nel 2006, fu aggiunto un motore V6 LZ9 da 3,9 L opzionale che sviluppava 240 CV e 332 N•m. Nel 2007 il motore da 3,5 L fu tolto dal mercato, lasciando come motore base il propulsore da 3,9 L. Di conseguenza, l'opzionale sistema a trazione integrale fu tolto dal mercato, dato che non era in grado di gestire la coppia motrice del motore da 3,9 L.
Una versione con Flex del motore V6 da 3,9 L fu disponibile nel 2007, ma solo in Canada.
Questa serie di Montana era basata sulla stessa scocca delle Chevrolet Uplander, Saturn Relay, e Buick Terraza, ed era la terza per prezzo. Negli Stati Uniti, era offerta solo la versione a passo lungo.
In Messico, la Montana è stata commercializzata fino al 2009 solo con il motore V6 da 3,9 L. Il modello venduto in Messico era quasi identico alla versione statunitense (che fu tolta dal mercato nel 2006), ma non a quella venduta in Canada.
Questa serie di Montana era basata sul pianale U GMT201 della General Motors. Il cambio disponibile fu solo uno, il 4T65-E automatico a quattro rapporti.

## La fine della produzione
Il 21 novembre 2005, la General Motors annunciò che lo stabilimento di Doraville, in Georgia, dove si produceva la Montana, sarebbe stato chiuso nel 2008. Comunque, dopo alcuni mesi, la General Motors annunciò che la Montana SV6 sarebbe stata tolta dal mercato statunitense nel 2006 a causa delle basse vendite. La produzione per il mercato canadese e per quello messicano sarebbe invece continuata per i migliori dati di vendita. L'ultima SV6 per il mercato statunitense uscì dalle catene di montaggio il 7 luglio 2006. In Canada ed in Messico il modello venne invece tolto di produzione nel model year 2009, a seguito della chiusura dello stabilimento di Doraville, che terminò le attività produttive il 26 settembre 2008.